# Episodi di Z Cars (prima stagione)
La prima stagione della serie televisiva Z Cars è stata trasmessa in anteprima nel Regno Unito dalla BBC One tra il 2 gennaio 1962 e il 31 luglio 1962.
| nº | Titolo originale        | Titolo italiano | Prima TV UK      | Prima TV Italia |
| -- | ----------------------- | --------------- | ---------------- | --------------- |
| 1  | Four of a Kind          |                 | 2 gennaio 1962   |                 |
| 2  | Limping Rabbit          |                 | 9 gennaio 1962   |                 |
| 3  | Handle with Care        |                 | 16 gennaio 1962  |                 |
| 4  | Stab in the Dark        |                 | 23 gennaio 1962  |                 |
| 5  | Big Catch               |                 | 30 gennaio 1962  |                 |
| 6  | Friday Night            |                 | 6 febbraio 1962  |                 |
| 7  | Suspended               |                 | 13 febbraio 1962 |                 |
| 8  | Family Feud             |                 | 20 febbraio 1962 |                 |
| 9  | Fire!                   |                 | 27 febbraio 1962 |                 |
| 10 | Threats and Menaces     |                 | 6 marzo 1962     |                 |
| 11 | Jail Break              |                 | 13 marzo 1962    |                 |
| 12 | What Kind of Hero?      |                 | 20 marzo 1962    |                 |
| 13 | Sudden Death            |                 | 27 marzo 1962    |                 |
| 14 | Found Abandoned         |                 | 3 aprile 1962    |                 |
| 15 | The Best Days           |                 | 10 aprile 1962   |                 |
| 16 | Invisible Enemy         |                 | 17 aprile 1962   |                 |
| 17 | Down and Out            |                 | 24 aprile 1962   |                 |
| 18 | Further Enquiries       |                 | 1º maggio 1962   |                 |
| 19 | Winner Take All         |                 | 8 maggio 1962    |                 |
| 20 | People's Property       |                 | 15 maggio 1962   |                 |
| 21 | Hi-Jack!                |                 | 22 maggio 1962   |                 |
| 22 | Incident Reported       |                 | 29 maggio 1962   |                 |
| 23 | Never on Wednesdays     |                 | 5 giugno 1962    |                 |
| 24 | Day Trip                |                 | 12 giugno 1962   |                 |
| 25 | Affray                  |                 | 19 giugno 1962   |                 |
| 26 | Contraband              |                 | 26 giugno 1962   |                 |
| 27 | Teamwork                |                 | 3 luglio 1962    |                 |
| 28 | Appearance in Court     |                 | 10 luglio 1962   |                 |
| 29 | Assault                 |                 | 17 luglio 1962   |                 |
| 30 | Sunday Morning          |                 | 24 luglio 1962   |                 |
| 31 | Unconditional Surrender |                 | 31 luglio 1962   |                 |